# Lisandra Silva
Lisandra Silva Rodríguez (La Habana, 19 de marzo de 1987) es una modelo de alta costura, actriz y presentadora de televisión cubana con carrera en su país, Estados Unidos, Italia y Chile. Es conocida por su participación en Ciao Darwin (Italia), Nuestra Belleza Latina y Doble tentación

## Biografía

### Primeros años
Lisandra comenzó su carrera a los 14 años en las pasarelas de la Maison en La Habana, un par de años más tarde un buscador de talentos la llevó a Italia donde se desarrolló tanto en el modelaje, como en la televisión y el cine.

### Carrera
En 2009 durante su estadía en Italia participó en Miss Italia Beauty Pageant presentando a Paris Hilton. En 2010 participó como modelo en Ciao Darwin, programa de Canale 5 en Italia, y fue segunda finalista en Miss Atlántico Internacional en Punta del Este, Uruguay. En 2011 fue presentadora del evento internacional Grand Prix en Italia. En 2012, en Italia, fue copresentadora de Fenomenal, programa de Italia 1. En 2014 viaja en EE. UU. y el año siguiente (2015) participa en la novena temporada del reality show Nuestra Belleza Latina y luego en Nuestra Belleza Latina VIP en 2016. Después de eso su carrera se fortaleció desfilando en las grandes pasarelas de New York Fashion Week y Miami Fashion Week siendo portada de la exclusiva marca Jimmy Choo.

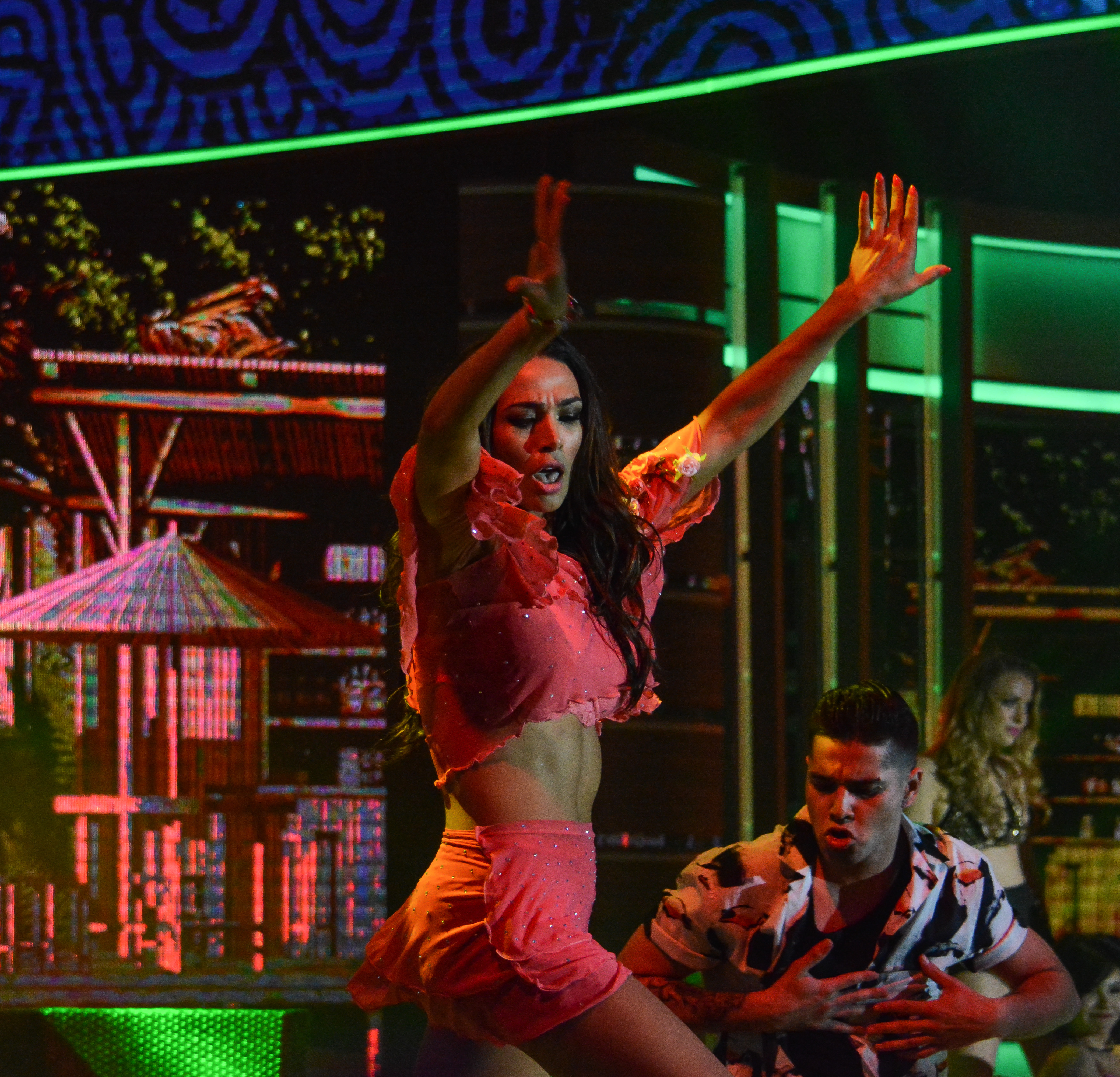
Lisandra Silva en la Teletón 2017 (Chile).

Durante 2017, Lisandra llega a a Chile para participar en el exitoso reality Doble tentación, en él conoce a su expareja Leandro Penna, con quien gana el reality, convirtiéndose en una de las figuras más populares y queridas por el público, y también participa en la sección Parejas de Fuego en la Teletón de ese país; también tuvo una participación como panelista en Diana, el programa chileno conducido por Diana Bolocco. Durante estos años, Lisandra, además de lo ya mencionado, trabajó también como modelo e influenciadora en las redes sociales obteniendo mucho consenso en el público de Internet a nivel internacional principalmente en Sudamérica.
En 2018 concursa como Reina de Festival de Viña 2018, obteniendo el segundo lugar y también estuvo como panelista en el programa Fiebre de Viña de ese mismo año (2018); ha trabajado con importantes marcas como Dior, Mac Cosmetics, Swarovski, Versace, H&M, Adidas, Jimmy Choo y también ha destacado por sus acciones solidarias apoyando a fundaciones humanitarias como Arturo López Pérez contra el Cáncer de Mamas y Miami Animal Serv (rescate de animales abandonados).

### Vida personal
Lisandra tiene una relación con el chileno Raúl Peralta, integrante del dúo de baile Power Peralta. El primer hijo de la pareja, Noah Gabriel, nació el 28 de mayo de 2020. El 21 de septiembre de 2021 Lisandra se comprometió con Raúl Peralta en un viaje a las Islas Maldivas; en noviembre de 2021 anunció que estaba esperando su segundo bebé: el 11 de mayo de 2022 nació Leiah Livli, la segunda hija de la pareja.

## Filmografía

### Videos musicales
| Año  | Banda/Músico                   | Canción                                      |
| ---- | ------------------------------ | -------------------------------------------- |
| 2006 | Lucry                          | Ayayay (Album Version Germany)               |
| 2007 | Crown Playaz                   | Oooh                                         |
| 2007 | Peter Elkas                    | Sweet Nancy                                  |
| 2008 | Arash ft. Rebecca              | Suddenly Model                               |
| 2008 | BNK                            | Cuando Estas Conmigo                         |
| 2009 | Gente de Zona ft Los Generales | Bonche Caliente                              |
| 2010 | Kelvis ochoa y Descemer Bueno  | Amor y Música                                |
| 2010 | Vittorio Gucci                 | Mi Querida más bonita                        |
| 2013 | R.J. ft Flo Rida & Qwote       | Baby It's The Last Time (David May Edit Mix) |
| 2013 | Mol&Ben vs Joe Rivetto         | Bonito                                       |
| 2017 | Luis Jara ft 330am             | Enamorado                                    |
| 2018 | Stailok ft Power Peralta       | Pegate                                       |
| 2019 | Los Power                      | Dame Má                                      |
| 2022 | Los Power                      | Magic Mike                                   |

### Programas de televisión
| Año  | Programa                           | Rol                     | Canal       | Notas         |
| ---- | ---------------------------------- | ----------------------- | ----------- | ------------- |
| 2010 | Ciao Darwin                        | Model                   | Canale 5    | Madre Natura  |
| 2012 | Fenomenal                          | Co-presenter            | Italia 1    |               |
| 2015 | Nuestra Belleza Latina 2015        | Participante            | Univision   | 8° lugar      |
| 2016 | Nuestra Belleza Latina 2016        | Participante            | Univision   | 12° lugar     |
| 2017 | Doble Tentación                    | Participante            | Mega        | Ganadora      |
| 2017 | Mucho gusto                        | Invitada                | Mega        |               |
| 2017 | La Divina Comida                   | Participante anfitriona | Chilevisión | Segundo lugar |
| 2018 | Reina del Festival de Viña del Mar | Participante            | Chilevisión | 2° lugar      |
| 2018 | Fiebre de Viña                     | Panelista               | Chilevisión |               |
| 2018 | Mucho gusto                        | Invitada                | Mega        |               |
| 2019 | Mucho gusto                        | Invitada                | Mega        |               |
| 2021 | Cita de Negocios                   | Invitada anfitriona     | Mega        |               |
| 2021 | Pecados Digitales                  | Invitada                | Canal 13    |               |
| 2022 | Pero con Respeto                   | Invitada estelar        | Chilevisión |               |
| 2022 | Qué Dice Chile Prime               | Invitada                | Canal 13    | Ganadora      |
| 2023 | Aquí se baila                      | Participante            | Canal 13    | 3° eliminada  |